# Teodoro Pertusati
Teodoro Pertusati (Milano, 19 settembre 1836 – Brescia, 18 marzo 1897) è stato un insegnante e politico italiano, sindaco facente funzione di Brescia nel 1883.

## Biografia

Stemma della famiglia Pertusati

Nacque a Milano da una nobile famiglia ambrosiana. Iniziò l'attività di insegnante a Sondrio, dove organizzò un corso di lezioni serali. Spostatosi a Faenza, divenne socio della locale Accademia scientifica e letteraria e promosse l'istituzione di associazioni cooperative per consentire l'accesso all'istruzione alle classi più povere.
Nel 1866, giunse a Brescia in qualità di professore di filosofia all'Arnaldo. L'anno dopo, sulla base di quanto compiuto a Faenza, pubblicò un opuscolo che promuoveva l'istituzione di banche popolari, di magazzini cooperativi e di Società di Mutuo Soccorso.
Nel 1869 fu componente della "Giunta di vigilanza sull'insegnamento industriale e professionale" assieme all'ingegner Giovanni Luscia e a Marino Ballini. Nello stesso anno, contribuì a fondare l'Istituto sociale d'Istruzione. Nel 1874 fondò la scuola delle carceri.
Dal 1872 al 1875 divenne Presidente della Sovrintendenza scolastica ed in tale veste riorganizzò l'intera struttura pedagogica della città.
Avvicinatosi politicamente a Giuseppe Zanardelli, nel 1875 entrò in consiglio comunale nelle file della sinistra e cercò di promuovere lo sviluppo degli studi sulle discipline tecniche anche con l'intervento delle finanze comunali.
Nel 1876, il sindaco Giovan Battista Formentini lo chiamò al ruolo di assessore all'istruzione, dove rimase per quasi diciotto anni. Nel 1878, in una relazione sullo stato dell'istruzione a Brescia suggeriva l'intervento comunale per favorire l'incremento dell'offerta formativa. In seguito iniziò ad istituire scuole municipali e, tre anni dopo, fece municipalizzare l'Istituto commerciale Peroni. La politica di Pertusati fu avversata dai liberal moderati, come il conte Fè d'Ostiani, e dai cattolici, che vedevano discriminate le proprie scuole dalle scelte delle giunte zanardelliane. In seguito, questi ultimi, a partire dal consigliere comunale Giuseppe Tovini, avrebbero tuttavia appoggiato in consiglio la proposta di Pertusati per la costruzione di case operaie nella zona compresa tra Porta Stazione e Porta Cremona: i lavori vennero avviati alla fine del 1882 e portati a termine nel luglio 1884.
Il 31 luglio 1883 il sindaco facente funzione Arturo Finadri si dimise con tutta la giunta a causa di una divergenza con il consiglio sul bilancio consuntivo dell'anno prima. In attesa che il consiglio provvedesse a nominare nuovi assessori, la giunta dimissionaria rimase in carica e Pertusati assunse la carica di sindaco facente funzione, in quanto Finadri non era più intenzionato a ricoprirla. Terminò il mandato il 7 settembre, quando il consiglio elesse una nuova giunta, presto guidata da Giuseppe Bonardi, nella quale Pertusati mantenne l'assessorato all'istruzione. Alle elezioni parziali del 13 luglio 1884 non venne rieletto consigliere, provocando le dimissioni di sindaco e giunta. Tornò in consiglio l'anno dopo, a seguito delle elezioni generali del 28 giugno che videro una vittoria della compagine zanardelliana, e fu rieletto assessore sotto la nuova Giunta Bonardi.
Fu socio dell'Ateneo di Brescia dal 1867. Ricoprì la carica di vicepresidente, dal 1894, e di presidente, dal 1896.
Fu anche amministratore dell'Istituto femminile di famiglia e promosse l'Educatorio feriale femminile. Quest'ultimo fu inaugurato solo dopo la sua morte, avvenuta a Brescia il 18 marzo 1897.
Alla memoria del professor Pertusati vennero dedicati un busto a Palazzo Bargnani, a quel tempo sede del Liceo Arnaldo e dell'Istituto Tecnico, una sala conferenze presso la Crocera di San Luca, sede dell'Istituto Sociale d'Istruzione, e il Circolo Pedagogico Bresciano. Nel secondo dopoguerra il comune di Brescia gli ha dedicato una strada nel quartiere di San Rocchino, nei pressi dell'Ospedale Civile.

## Opere
- "Dell'unità nell'obbietto e nell'azione" in "Rivista contemporanea nazionale italiana", nr. 175, maggio-giugno 1868.
- "Della scienza e di Cesare Beccaria: discorso letto nel Regio Liceo Arnaldo il 5 giugno 1870", Brescia, Apollonio, 1870.
- "Dell'istruzione in Brescia nell'anno 1878: relazione presentata in nome della Giunta municipale al Consiglio comunale", Brescia, Apollonio, 1879.
- "Dell'istruzione in Brescia: lettere al segretario della commissione per l'erezione del monumento ad Arnaldo" in "Brixia 1882: per l'inaugurazione del monumento ad Arnaldo", Brescia, Apollonio, 1882.
- "Commemorazione di Giuseppe Garibaldi del 2 giugno 1883. Discorso pronunciato per incarico della Giunta Municipale", Brescia, Rivetti e Scalvini, 1883.
- "Di Antonio Rosmini-Serbati: conferenza popolare tenuta in Brescia per incarico della Società Dante Alighieri", Brescia, Tipografia Savoldi, 1891.
- "Di Aristide Gabelli. Commemorazione", Brescia, Tipografia Savoldi, 1892.
- "Nell'occasione del XXV centenario di fondazione dell'Istituto sociale d'Istruzione in Brescia. Parole lette nella pubblica adunanza del 21 gennaio 1894", Brescia, Tipografia Apollonio, 1894.